# Cheikh Jarrah

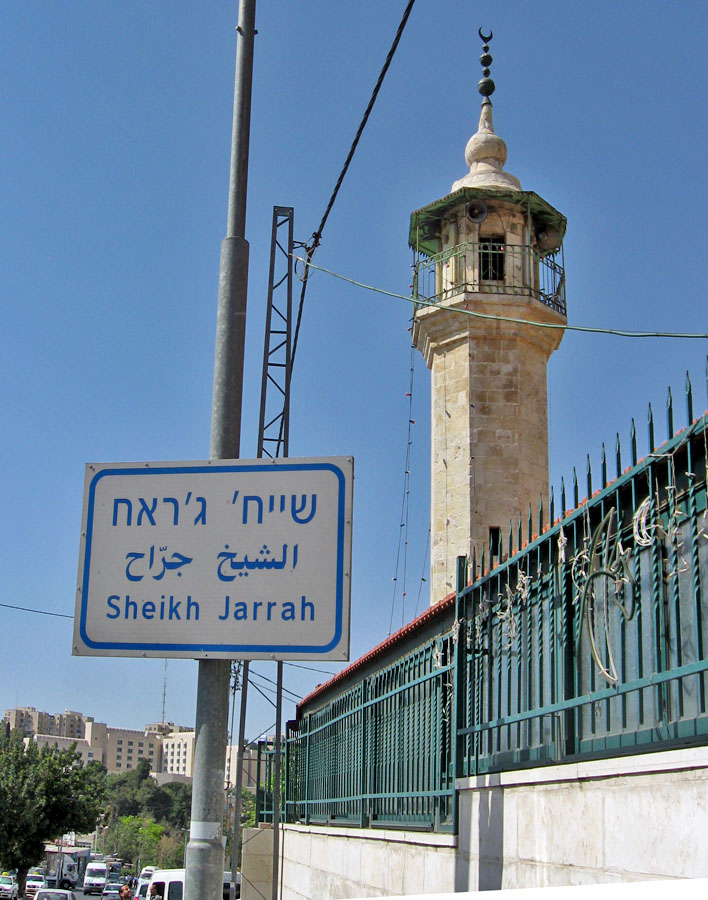
Panneau trilingue à l'entrée de Cheikh Jarrah.

Cheikh Jarrah (arabe : الشيخ جراح, hébreu : שייח' ג'ראח, anglais : Sheikh Jarrah) est un quartier de Jérusalem-Est, au nord de la vieille ville, dans les territoires palestiniens occupés.
Il est occupé et administré par Israël depuis 1967, puis incorporé à la juridiction israélienne par la Loi de Jérusalem de 1980. Celle-ci ne bénéficie pas d'une reconnaissance internationale.
Dans le quartier sud, se trouvent des terres qui avant l'occupation jordanienne appartenaient à des propriétaires juifs. Dans les années 1950, la Jordanie et l'UNRWA ont conclu un accord permettant à des réfugiés palestiniens de la guerre de 1948, de s'y installer temporairement.  Selon cet accord, ces familles pouvaient obtenir des titres fonciers à leur nom après trois années passées sur les lieux, en contrepartie de quoi elles devaient renoncer au statut de réfugié de l'UNRWA.  Après la conquête israélienne de 1967, la propriété a été rendue aux propriétaires juifs, mais les résidents arabes ont continué à  y vivre, ce qui est à l'origine d'une dispute devant les tribunaux israéliens.
Depuis plusieurs décennies, de nombreux affrontement ont lieu entre les résidents palestiniens et juifs du quartier. 

## Toponymie
Le quartier a reçu son nom de Cheikh Jarrah, un médecin de Saladin, dont le tombeau du XIIe siècle est situé route de Naplouse. 
En arabe, jarrah signifie « chirurgien » et cheikh est un titre honorifique accordé aux chefs religieux locaux.

## Histoire
Le quartier est nommé en référence à Hussam al-Din al-Jarrahi, médecin personnel du légendaire général musulman Salah ad-Din (Saladin), dont les armées arrachèrent Jérusalem aux croisés au XIIe siècle.
Situé au nord de Jérusalem, en dehors des murs de la vieille ville, le quartier commence sur les pans du Mont Scopus, aujourd’hui site de l’Université hébraïque de Jérusalem. Le district compte parmi les extensions les plus précoces des quartiers arabes de Jérusalem en dehors des remparts de la ville, à la fin du XIXe siècle. En raison de la sécurité renforcée mise en place par les Ottomans, les familles de notables musulmans se sont déplacées vers le nord de la ville et les classes moyennes musulmanes, chrétiennes et juives vers l’Ouest. 
À partir des années 1880, le quartier attira des Américains et quelques chrétiens européens qui voulaient construire une société utopique inspirée de la Bible à Jérusalem. Quelques riches familles musulmanes commencèrent à y construire de grandes maisons, en attirant d’autres dans le quartier. Des membres de l’American Colony s’y installèrent et y travaillèrent comme fermiers et enseignants dans les écoles musulmanes et juives.
Après la défaite ottomane lors de la Première Guerre mondiale, la Grande-Bretagne reçoit un mandat de la Société des Nations sur la Palestine (voir Palestine mandataire) et stationne à Jérusalem des troupes venues de tout l’Empire britannique. En raison de son importance stratégique, des unités d’artillerie furent placées sur les pentes du Mont Scopus.
Lors de la guerre de 1948, les milices sionistes avaient reçu l’ordre de nettoyer le quartier et de le détruire, ce qu’elles commencèrent de faire le 24 avril. Exceptionnellement, les troupes britanniques intervinrent pour empêcher le carnage (ce qu’elles n’ont pas fait dans le reste de la Palestine). La Haganah n’a en conséquence pu détruire qu’une vingtaine de maisons. Un grand tournant a lieu dans le sillage de l’Exode de 1948, la Nakba : les habitants palestiniens de trente-neuf villages situés dans la zone ouest de Jérusalem fuient ou sont expulsés vers l’est de la ville, bien qu’à l’époque les termes «ouest» et «est» n’étaient pas encore de mise. Plus généralement, dans la partie orientale de la ville, alors sous le contrôle de la Jordanie, des familles palestiniennes se sont installées à Cheikh Jarrah. En effet, en 1956, 28 familles de réfugiés palestiniens ont trouvé refuge dans le secteur de Karm al-Jaouni à Cheikh Jarrah, grâce à un accord entre le royaume hachémite et l’agence des Nations unies pour les réfugiés (UNRWA). Selon cet accord, ces familles pouvaient obtenir des titres fonciers à leur nom après trois années passées sur les lieux, en contrepartie de quoi elles devaient renoncer au statut de réfugié.
La guerre de 1967 aboutit à l’occupation israélienne de Jérusalem-Est – annexée de manière unilatérale en 1980 – de la Cisjordanie et de Gaza. Israël a fait passer cette partie de la ville sous sa juridiction et les résidents palestiniens se sont vus contraints de signer un accord qui leur octroierait un statut spécial de « locataires protégés », tout en devant accepter que les droits de propriété demeurent inchangés.  
La loi israélienne prévoit en effet un « droit de propriété » aux Juifs capables de prouver que des membres de leurs familles vivaient dans Jérusalem-Est avant 1948, mais cette même loi n’est pas applicable a la population palestinienne, qui, elle, est sujette à la Loi sur la propriété des absents de 1950. Cette loi est présentée par certaines critiques, comme asymétrique et contraire au droit international, révélatrice de la "volonté de "judaïser la ville", en livrant une véritable bataille démographique, territoriale et législative".

## Démographie
Lors du recensement ottoman de 1905, le cheikh Jarrah nahiya (sous-district) comprenait les quartiers musulmans de Sheikh Jarrah, Hayy el-Husayni, Wadi el-Joz et Bab ez-Zahira, et les quartiers juifs de Shim'on Hatsadik et Nahalat Shim'on. Sa population comptait 167 familles musulmanes, 97 familles juives et 6 familles chrétiennes. Il contenait la plus grande concentration de musulmans en dehors de la vieille ville. La majeure partie de la population musulmane est née à Jérusalem, avec 185 résidents seuls membres de la famille al-Husayni. Un plus petit nombre était originaire d'autres parties de la Palestine, à savoir Hébron, Jabal Naplouse et Ramla, et d'autres parties de l'Empire ottoman, notamment Damas, Beyrouth, la Libye et l'Anatolie.La population juive comprenait des ashkénazes, des séfarades et des maghrébins tandis que les chrétiens étaient pour la plupart protestants. En 1918, le quartier Sheikh Jarrah du Sheikh Jarrah nahiya contenait environ 30 maisons.
Lors de la guerre de 1947-1948, la population juive est expulsée. Sous l'occupation jordanienne, leurs propriétés sont saisies, et servent de logements pour l'installation de réfugiés palestiniens, qui s'y maintiennent après la prise du territoire par Israël en 1967.

## Lieux et monuments

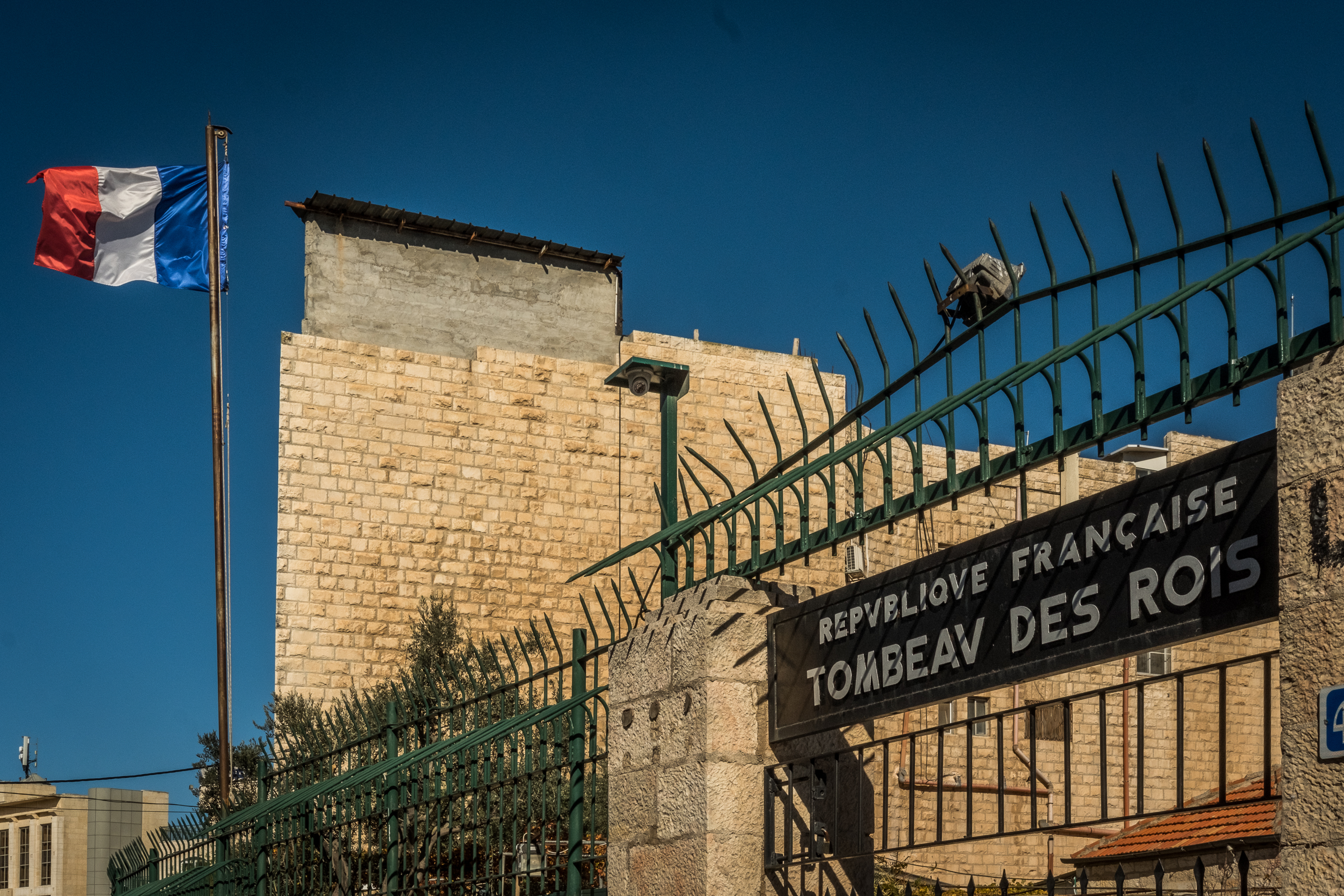
Le Tombeau des Rois appartient au domaine national français en Terre sainte depuis la fin du XIXe siècle.

Le Tombeau des Rois est un site archéologique figurant parmi les quatre domaines français de Jérusalem. Le Hekdesh du Tombeau des Rois, association culturelle juive liée au grand-rabbinat d'Israël, a engagé le 15 mai 2019 une procédure judiciaire en France via son défenseur, en assignant le ministère de l'Europe et des Affaires étrangères et le consulat de France à Jérusalem devant le tribunal de grande instance de Paris. Les plaignants revendiquent la propriété du site.
Fondé en 1954 par la congrégation française des Sœurs de Saint-Joseph de l'Apparition, l'hôpital Saint-Joseph est surnommé « el-Faransi » (le Français). Il s'agit du seul hôpital catholique à Jérusalem-Est et l'un des rares à y offrir des soins généralistes.
La cathédrale Saint-Georges route de Naplouse est le siège du diocèse anglican de Jérusalem. Elle fut consacrée en 1898. Elle abrite deux paroisses, une anglophone, l'autre arabophone. L'ensemble des bâtiments abritent aussi une guest house (hôtellerie) pour les pèlerins.

## Bataille judiciaire

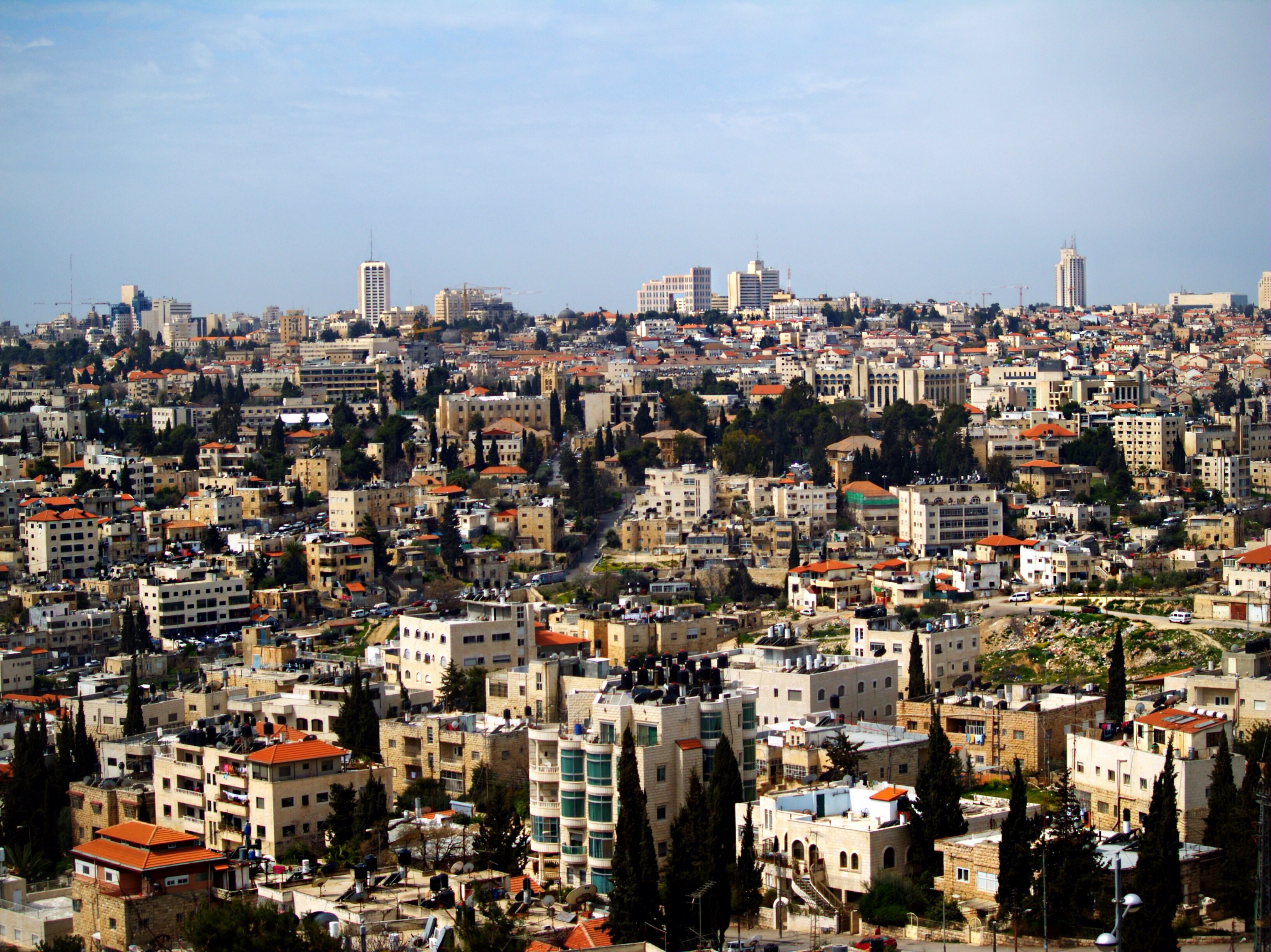
Le quartier de Cheikh Jarrah avec les tours de Jérusalem-Ouest en arrière-plan (2009).

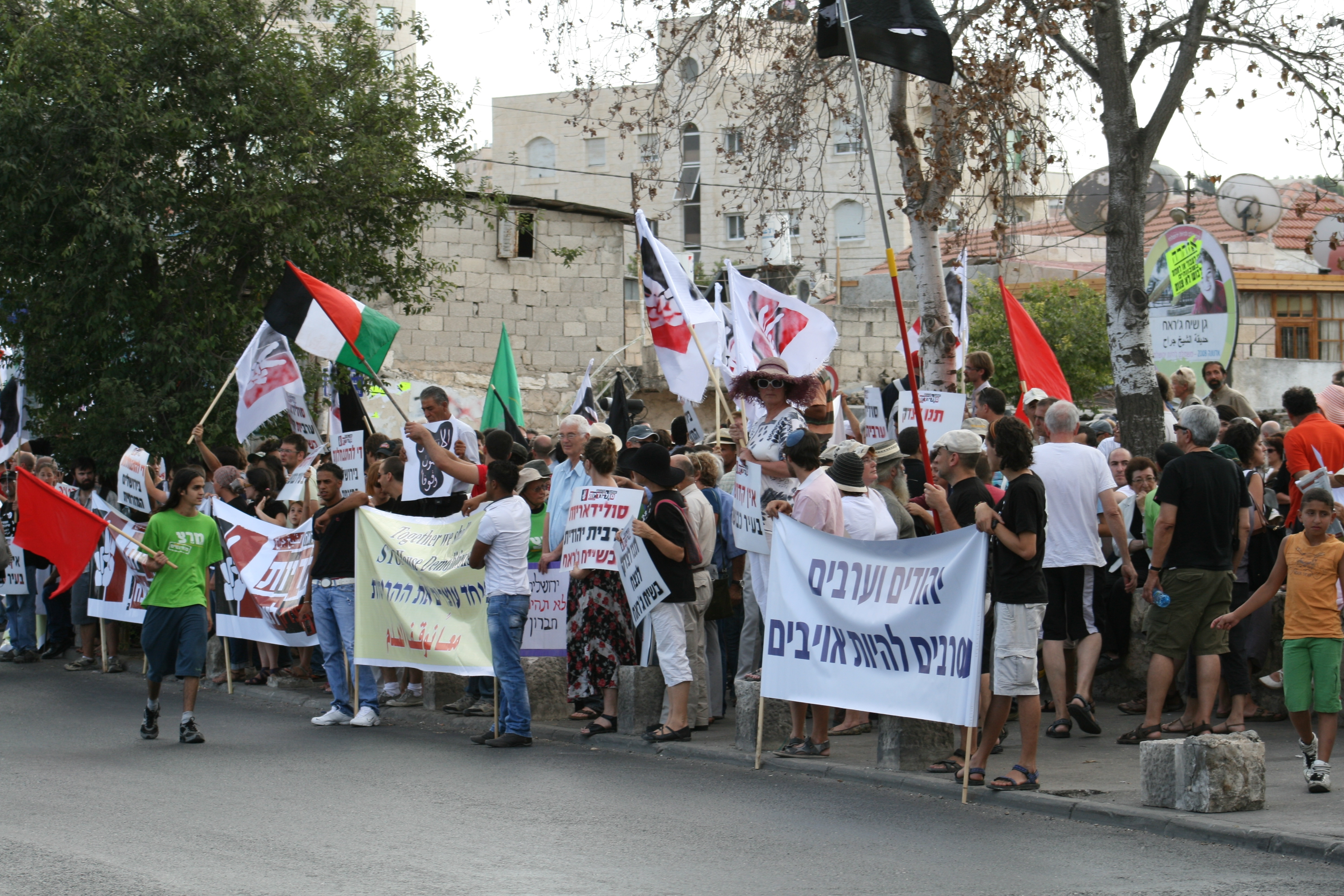
Manifestation à Cheikh Jarrah contre l'éviction de familles palestiniennes (2010).

Depuis 1972, une bataille judiciaire oppose Palestiniens et Israéliens sur la propriété de maisons du quartier.
En 2001, des militants juifs entrent par la force dans une section scellée d'une maison qui se trouve dans l'enceinte du tombeau du grand prêtre juif Simon II le Juste (hébreu : Shimon HaTzadik. Affirmant détenir le titre de propriété, ils refusent de quitter les lieux.
En 2003 La compagnie Nahalat (« propriété de » en hébreu) Shimon Ltd., fondée en 2000, achète un terrain de Cheikh Jarrah aux descendants des propriétaires des fiducies juives. Cette société israélienne enregistrée aux États-Unis, appartiendrait majoritairement à une autre société, Shimon Hazadik Holdings Ltd. Elle planifierait la construction d’environ 200 logements pour des colons juifs dans un bâtiment d’une douzaine d’étages qui devrait s’ériger sur les terrains actuellement visés par les avis d’expulsion.
Nahalat Shimon Ltd. fonde son argument sur la loi israélienne et une transaction qui aurait été faite vers 1876. À l’époque, sous l’Empire ottoman, des propriétaires arabes auraient vendu des zones de Cheikh Jarrah à deux fiducies juives. Si la validité du document foncier est aujourd’hui discutable, son authenticité a néanmoins été reconnue par la Cour suprême israélienne en 2009, octroyant un feu vert à Nahalat Shimon Ltd. de réclamer des terrains du quartier. Ainsi, après avoir acquis les droits sur des terrains adjacents en 2003, Nahalat Shimon Ltd. a débuté une offensive plus proactive d’éviction des terrains convoités. .
En 2008, la Cour suprême d'Israël reconnaît les titres de propriétés de la communauté juive sépharade qui possédait une partie des terres du quartier, durant l'époque ottomane.
Depuis 2008, dix familles palestiniennes ont dû partir, ayant refusé de payer le loyer qui les protégeait par le « statut de locataire ». 
En 2009, à la suite d’un verdict, les familles de Al-Hanoun et Al-Ghawi, comptant 53 personnes, sont expulsées de leurs demeures de Cheikh Jarrah. Débute l’envoi d’une série d’avis d’éviction.
En 2010, La famille Dajani reçoit un premier avis d’expulsion de la part de Nahalat Shimon Ltd.
Le 10 mai 2021, la Cour suprême d'Israël devait examiner l'affaire sachant que selon la loi israélienne, si les citoyens israéliens peuvent prouver qu'ils possédaient un « droit de propriété » à Jérusalem-Est avant l'occupation jordanienne, ils peuvent demander que leur soit rendue leur propriété. Ce jour coïncide avec la Journée de Jérusalem (hébreu : Yom Yeroushalayim) qui commémore en Israël la conquête de la partie orientale de la ville en 1967. Les célébrations sont souvent marquées par des tensions.
Le 9 mai 2021, « à la lumière du contexte actuel et à la demande du procureur général Avichaï Mandelblit », la Cour suprême repousse l'audience sur l'expulsion de quatre familles palestiniennes de Cheikh Jarrah. La Cour s'est fixé la date du 8 juin pour rendre ses conclusions, ce qui signifie que les expulsions déjà approuvées par le tribunal de district de Jérusalem ne devraient pas avoir lieu d’ici-là. Face à la sensibilité politique, la Cour repousse son jugement, et en l'attente d'une décision de la Cour suprême sur des cas similaires.
En 2021, soixante-dix familles sont menacées d'expulsion.
20 juillet 2021: Possible jugement concernant les familles Kurd, Iskafi, Joaouni et Qasem.
1 août 2021: Date limite pour une décision de la Cour suprême concernant les familles Daoudi, Dajani et Hammad. 31 personnes sont visées par ces avis.
Le Haut-Commissariat des Nations unies aux droits de l'homme, l'une des agences des Nations unies, met en garde Israël, estimant que les possibles expulsions de familles palestiniennes pourraient constituer des crimes de guerre.
En octobre 2021, la Cour suprême d'Israël propose un compromis par lequel « les familles palestiniennes seront considérées comme des résidents protégés pendant 15 ans ou jusqu’à ce qu’un autre arrangement soit trouvé. ».

## Affrontements de 2021

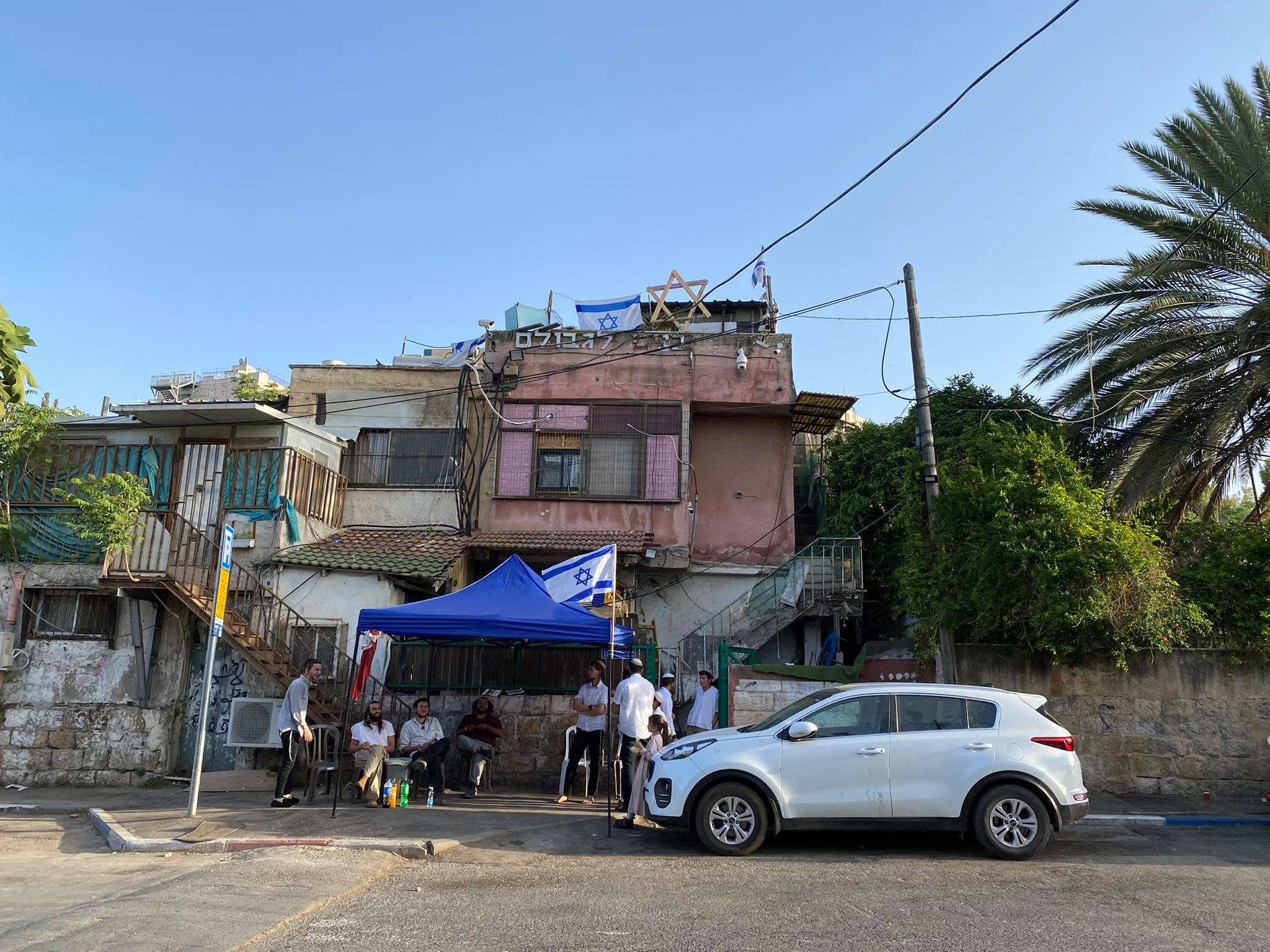
Des colons israéliens installés au numéro 10 de la rue Othman Ben Affan, depuis l’expulsion en 2009 de son occupante, Mariam Ghawi.

Depuis avril 2021, des affrontements violents opposant l'armée israélienne et palestiniens ont fait des centaines de blessés. Ces violences sont apparues durant le mois du Ramadan à la suite de la menace d'éviction de plusieurs familles palestiniennes du quartier Cheikh Jarrah. En 2021, huit familles, totalisant 78 personnes, sont visées par ces expulsions imminentes. 
Les Palestiniens dénoncent une politique de judaïsation de Jérusalem.

### Réactions internationales
Les États-Unis ont appelé « responsables israéliens et palestiniens à agir pour mettre un terme à la violence », et exprimé leur inquiétude quant à « l'expulsion potentielle des familles palestiniennes de Cheikh Jarrah » tandis que l'Union européenne a condamné les violences et appelé à la désescalade. 
Les Émirats arabes unis, Bahreïn, le Maroc et le Soudan, quatre pays arabes ayant récemment normalisé leurs relations avec Israël, ont fait état de leur « profonde inquiétude » appelant Israël au calme. Le Quartet pour le Moyen-Orient (États-Unis, Russie, Organisation des Nations unies, Union européenne) a appelé Israël à faire preuve de « retenue ». 
Le 9 mai 2021, lors d'un message dominical après la prière, le pape François a appelé à la fin des violences à Jérusalem : « La violence n'engendre que la violence. Ça suffit avec les affrontements ».

### Articles Connexes
- Muna El Kurd
- Mohammed El-Kurd